# Lodes
Lodes è un comune francese di 288 abitanti situato nel dipartimento dell'Alta Garonna, nella regione dell'Occitania.

## Società

### Evoluzione demografica
Abitanti censiti